# John Alexander Greer

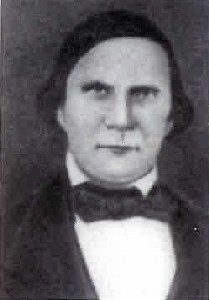
John Alexander Greer

John Alexander Greer (* 18. Juli 1802 in Shelbyville, Bedford County, Tennessee; † 4. Juli 1855 in San Augustine, Texas) war ein US-amerikanischer Politiker. Zwischen 1847 und 1851 war er Vizegouverneur des Bundesstaates Texas.

## Werdegang
John Greer wurde in Tennessee geboren und lebte später für eine Weile in Kentucky, ehe er im Jahr 1830 nach Texas ging, das damals noch zu Mexiko gehörte. Dort bewirtschaftete er eine Farm nordwestlich der Stadt San Augustine. Nach Erringung der Unabhängigkeit von Mexiko war Texas zwischen 1836 und 1845 eine eigenständige und unabhängige Republik. Greer saß zwischen 1837 und 1845 im dortigen Senat. Im Jahr 1845 wurde er als Nachfolger von William Beck Ochiltree Finanzminister der Republik Texas.
Nach dem Anschluss der Republik an die Vereinigten Staaten wurde Greer im Jahr 1847 als Mitglied der Demokratischen Partei zweiter Vizegouverneur des neuen Bundesstaates. Dieses Amt übte er zwischen 1847 und 1851 aus. Dabei war er Stellvertreter von Gouverneur George T. Wood und dann von dessen Nachfolger  Peter Hansborough Bell. Gleichzeitig fungierte er als Vorsitzender des Staatssenats. Im Jahr 1855 kandidierte Greer für das Amt des Gouverneurs. Er starb während des Wahlkampfs am 4. Juli jenes Jahres in San Augustine. Greer war auch Mitglied der Freimaurer.
1860 wurde das texanische Anspruchsgebiet am Red River (Greer County) nach ihm benannt, das heutzutage zu Oklahoma gehört.